# 稻嶺惠一
稻嶺惠一（1933年10月14日—）日本沖繩縣實業家、政治家，曾在1998年至2006年期間擔任沖繩縣知事一職。曾榮獲旭日重光章。

## 簡歷
本籍沖繩國頭郡本部村，是久米村毛氏族人，其父親是琉球石油（今琉石）創業者、原參議院議員稻嶺一郎。稻嶺惠一出生在大日本帝國關東州大連（今中华人民共和国遼寧省大連市），1957年畢業於慶應義塾大學經濟學部，進入五十鈴公司工作。1973年轉入父親稻嶺一郎所創立琉球石油（今琉石）工作，1986年擔任社長，1993年（平成5年）會長、及琉石網路會議議長，兼任南西航空（今日本越洋航空）會長。
1989年擔任沖繩經濟同友會特別幹事、沖繩縣冷藏倉庫協會會長、沖繩自由貿易地域石油者協會副會長、第一常用技術振興協會理事長。1991年任沖繩經營者協會會長，1994年任沖繩縣青年海外協力隊支援會會長。1996年任沖繩懇話會代表幹事。
1998年在沖繩縣知事選舉中擊敗了在任的大田昌秀和世界經濟共同體黨候選人又吉光雄，擔選沖繩縣知事。
2002年連任知事。2006年宣佈不再參加競選，同年12月8日任期結束，辭去知事職務。
稻嶺惠一反對將普天間飛行場遷移至名護市的方案，主張將機場轉移到沖繩之外。在其知事任期之內沖繩發生的大事有：2000年7月21日至23日，第26次G8峰會在名護市的萬國津梁館舉行；日本在該年發行新版二千日圓紙幣以示紀念。此外，2004年8月13日，駐沖繩美軍的一架直升機在沖繩國際大學1號館墜毀，這就是沖國大美軍直升機墜落事件。
2008年11月，稻嶺惠一榮獲日本政府頒發的旭日重光章。

## 腳註
1. 其戶籍名為，但媒體一般將其名字中的字寫作新字體。
2. ↑  《正論》2008年3月号，P.156-157
3. ↑  日本冲绳县知事要求将美军普天间机场转移到县外[永久]
4. ↑  守屋武昌 《「普天間」交涉秘錄》 新潮社、2010年。ISBN 4103266317。
5. ↑  週刊ニュース新書　《実録・秘録　普天間交渉》　テレビ東京、2010年8月14日。

| 官衔            | 官衔                                    | 官衔              |
| --------------- | --------------------------------------- | ----------------- |
| 前任： 大田昌秀 | 沖繩縣知事 1998年12月－2006年12月 第5代 | 繼任： 仲井真弘多 |